# 전예희
전예희(1987년 2월 10일 ~ )는 대한민국의 레이싱모델이다. 용인대학교 경영학과를 졸업했다.

## 경력

### 레이싱모델 경력
- 2006년 금호타이어 스폰서쉽 전속모델
- 2007년 S-oil 레이싱팀 전속모델
- 2008년 금호타이어 스폰서쉽 전속모델

### 에이빙모델 경력
- 2006년 부산 모터쇼 현대자동차 포즈모델
- 2007년 서울 모터쇼 볼보 포즈모델
- 2008년 현대자동차 제네시스 신차발표회 모델
- 2008년 영상기자재전(Photo & Imaging Industry Show) 캐논 부스 포즈모델
- 2008년 부산 모터쇼 현대자동차 포즈모델
- 2009년 서울 모터쇼 현대자동차 포즈모델
- 2011년 서울 모터쇼 쉐보레 포즈모델
- 2011년 『World IT Show』 삼성부스 포즈모델

## 수상
- 2008년 아시아모델 페스티벌 어워드 레이싱 모델 인기상